# Abu Bakr al-Kalabadhi
Abu Bakr al-Kalabadhi (nom complet Abū Bakr Muhammad ibn Ishāq ibn Ibrahīm al-Hanjī al-Bukhārī al-Kalābādhī) est un soufi et juriste hanafite d’origine persane du Xe siècle, mort aux environs de 990. Il est célèbre pour le traité important qu'il a laissé sur le soufisme.

## Éléments de biographie
On ne sait pratiquement rien sur al-Kalabadhi. Il est sans doute né (probablement pas avant 932) dans la localité de Kalabadh, aux environs de Boukhara. C'est dans cette dernière ville qu'il passa l'essentiel de sa vie et mourut (peut-être en 990, 994 ou 995). Son tombeau s'y trouve encore. Sa naissance n'est sans doute pas postérieure à 932,.
Selon différents auteurs, anciens et du XIXe siècle, il aurait donc été un juriste hanafite et aurait étudié le fiqh (droit) auprès du grand juriste hanéfite de Boukhara, Moḥammad b. Fażl Kamārī. Si une telle affirmation attend toujours confirmation, elle est plausible : il est vraisemblable qu'il a appartenu à cette école. 
Toutefois, ses écrits montrent que sa formation première et son véritable intérêt sont le hadith. Et il est très vraisemblable qu'il a étudié le hadith à Boukhara mais également dans d'autres villes de la Transoxiane et du Khorassan, peut-être à Merv et Saraks. Par la suite, il est initié au soufisme par différents maîtres reconnus, et il se voit lui-même comme un ascète et un soufi. 

## Œuvre
Nous avons deux ouvrages d'al-Kalabadhi. Le premier, Kitab at-ta’arruf li-madhhab ahl al-Taṣawwuf (littéralement « Livre de l'information sur la doctrine des hommes du soufisme »), expose en soixante-quinze chapitres les fondements de la doctrine des soufis. 
Le livre s’articule en cinq parties,: 1) une introduction générale (chapitres 1 à 4) sur le sens et l'origine du mot « soufi » et une énumération des grands maîtres spirituels ; 2) chapitres 5 à 30, rappel des grandes thèses dogmatiques du soufisme — et l'on voit bien ici que Kalabadhi veut défendre « l'orthodoxie » des soufis; 3) chapitres 31 à 51, les « étapes » ou « stations spirituelles » (maqâm - voir ) tant ascétiques que mystiques qui vont du repentir à l'amour; 4) chapitres 52 à 63, les différents « états spirituels » (haal) du mystique; 5) chapitres 64 à 75, description de phénomènes propres aux soufis, comme les charismes et les grâces qu'ils reçoivent de Dieu. Le dernier chapitre est consacré à « l'audition spirituelle » (samâ') et aux opinions des maîtres sur ce thème. 
Al-Kalabadhi est un des premiers à tenter de réconcilier la doctrine des soufis et l’islam exotérique. Il fit autorité en son temps et demeure très estimé des musulmans. Il a été l'objet de plusieurs commentaires. L'ouvrage fut d'abord traduit en anglais en 1935 par A.J. Arberry sous le titre The Doctrine of the Sufis. 
Le deuxième livre qui nous est parvenu, Baḥr al-fawāʾid fī maʿāni ’l-akhbār (« Commentaire des traditions prophétiques (hadiths) ») est un commentaire ascétique et mystique de 222 hadiths. On y retrouve la plupart des interrogations de Kalabadhi sur la vie spirituelle, mais appuyées par les enseignements de Mahomet, et pas seulement par les textes des soufis. Chaque hadith est précédé par la chaîne des garants et le commentaire de Kalabadhi est introduit par la formule, à l'encre rouge : « Le maître ascète et soufi a dit ». On trouve aussi le nom complet de notre auteur sous la forme Abū Bakr Muhammad ibn Abī Ishāq ibn Ibrahīm al-Kalābādhī al-sūfī. 

#### Traductions
- Kalâbâdhî (Traduit de l'arabe et présenté par Roger Deladrière), Traité de soufisme : Les Maîtres et les Étapes, Arles, Actes Sud, coll. « La bibliothèque de l'islam », 2011 (1re éd. 1999), 224 p. (ISBN 978-2-742-79948-0)

- (en) The Doctrine of the Sufis  (trad. de l'arabe par Arthur J. Arberry), Cambridge, Cambridge University Press, 1935, xviii, 173 p. (lire en ligne [PDF])
- Mohammed Aiouaz, Édition critique partielle, traduction et commentaire des Maʿānī al-Aẖbār : commentaire des traditions prophétiques de Abū Bakr Ibn Abī Isḥāq al-Kalābāḏī (thèse de doctorat en sciences religieuses (EPHE)), Paris, 1994, 219+266 p.

#### Études
- (en) Jacqueline Chaabi, « al-Kalābādhī » , sur referenceworks.brillonline.com, Encyclopaedia of Islam THREE, 2018 (consulté le 14 février 2018)
- Georges Chehata Anawati et Louis Gardet, Mystique musulmane, Paris, Vrin, 1961, 310 p., p. 125-127; 181-183 et passim
- Annemarie Schimmel, Le soufisme ou les dimensions mystiques de l'islam, Paris, Cerf, 2022 (1re éd. 1975), 630 p. (ISBN 978-2-204-14864-1), passim
- (en) Wilferd Madelung, « ABŪ BAKR KALĀBĀḎĪ », sur iranicaonline.org, 2011 (consulté le 14 février 2023)